# Трансплантация печени
Трансплантация печени, или печеночная трансплантация (ТП) — хирургическая операция, заключающаяся в замене больной печени на здоровую печень другого человека либо её фрагмент (аллотрансплантация). ТП является жизнеспасающей операцией, безальтернативным эффективным способом лечения терминальных стадий острых и хронических заболеваний печени, а также некоторых внепеченочных болезней, при которых другие методы лечения не дают результатов.
Трансплантация печени на втором месте в мире по количеству операций по трансплантации, после операций по трансплантации почки.

## История
В 1958 году Фрэнсис Мур описал методику ортотопической трансплантации печени у собак.
Первая трансплантация печени человека была выполнена 1 марта 1963 года американским хирургом Томасом Старзлом в Денвере, Колорадо. Пациент умер от кровопотери. В течение следующих трех лет он выполнил ещё 5 операций, но реципиенты не жили дольше 7 месяцев.
В 1967 году Томас Старзл впервые применил антилимфоцитарную сыворотку и смог осуществить успешную трансплантацию печени.
К 1977 году в мире было проведено 200 подобных операций. В этот период технические проблемы были преодолены.
В 1979 году Рой Калне впервые применил циклоспорин у двух пациентов, которым была проведена трансплантация печени.
В Европе первая успешная пересадка печени была проведена в Кембриджском университете в 1967 году. С тех пор непрерывно разрабатывались новые технологии трансплантации печени от человека человеку.
Программы трансплантации печени были начаты в Чехии в 1983 году, в Польше в 1990 году (детская), за которой последовала программа для взрослых — в 1994 году; первая трансплантация печени в Венгрии была проведена в 1995 году, а Словакия начала свою программу трансплантации печени в 2008 году. В настоящее время в Словакии существует два центра трансплантации печени, один центр в Венгрии, шесть центров в Польше и два центра в Чехии.
14 февраля 1990 года во Всесоюзном научном центре хирургии в Москве эту операцию провел Александр Константинович Ерамишанцев с другими хирургами. По данным на 2015 год, в России выполнялось около 300 трансплантаций печени в год.
Крупный центр трансплантации печени функционирует в Иране на базе Ширазского университета медицинских наук.
В 1994 году в Запорожском центре трансплантологии профессор А. С. Никоненко провел первую на Украине трансплантацию печени от умершего донора. К 2000 году на Украине было произведено 7 трансплантаций печени, 4 из которых были успешны. В 2001 году профессора В. Ф. Саенко и А. Р. Котенко впервые в стране провели трансплантацию части печени от живого родственника донора в Национальном институте хирургии и трансплантологии имени А. А. Шалимова . Сотую операцию по пересадке печени на Украине осуществили специалисты Института хирургии и трансплантологии имени А. А. Шалимова в 2012 году.

## Показания
Показания к трансплантации печени возникают при наличии следующих состояний (AASLD Practice Guidelines):
- Острая печеночная недостаточность.
- Осложнения цирроза печени — асцит, хроническая кровопотеря вследствие кровотечений из порто-кавальных шунтов, рак печени, рефрактерные кровотечения из варикозно расширенных вен, печеночно-клеточная недостаточность.
- Обусловленные поражением печени системные метаболические нарушения: дефицит α1-антитрипсина, семейный амилоидоз, болезнь накопления гликогена, гемохроматоз, первичная оксалурия, болезнь Вильсона.
- Системные осложнения хронических болезней печени — гепатопульмональный синдром, портопульмональная гипертензия.

Для оценки прогноза выживаемости пациента в листе ожидания и выработке показаний на его основе в большинстве центров мира используют расчётный критерий MELD
Показания к трансплантации печени у пациента имеются при уровне MELD более 15.

## Противопоказания
Оценка противопоказаний к трансплантации печени всегда является ещё более ответственным процессом, чем оценка показаний. К более или менее явным «абсолютным» противопоказаниям к трансплантации печени, при наличии которых трансплантация печени не должна обсуждаться, следует отнести следующие обстоятельства:
- Значение MELD < 15
- Тяжелая декомпенсированная патология сердечно-сосудистой системы или легких
- Продолжающаяся зависимость от приема алкоголя или наркотиков
- Гепатоцеллюлярная карцинома с метастатическим распространением
- Сепсис, не поддающийся терапии
- Анатомические аномалии, технически не позволяющие выполнить трансплантацию печени (всегда подлежит оценке хирургом-трансплантологом).
- Внутрипечёночная холангиокарцинома
- Фульминантная печёночная недостаточность с внутричерепным давлением >50 mm Hg или АД <40 mm Hg
- Гемангиосаркома
- Систематический инкомплаенс
- Отсутствие социальной поддержки